# Javier Ibarretxe
Javier Ibarretxe García (Bilbao, 1961 - Bilbao, 15 de abril de 2014) fue un cineasta y cinéfilo español, que se desempeñó como productor y director de varios cortometrajes y películas, con mayor inclinación por la comedia. También realizó dirección de guiones y en ocasiones actuó en alguna producción. A lo largo de toda su trayectoria estuvo acompañado de sus hermanos Josemi y Esteban, juntos eran conocidos como los Hermanos Ibarretxe.

## Biografía
Nació en 1961, en Bilbao, España, y tiene 10 hermanos. Comenzó su carrera en la producción audiovisual y el cine luego de realizar un Taller de Imagen de Algorta, en el municipio vizcaíno de Guecho. En dicho taller, realizó sus primeros cortometrajes como alumno, más tarde llegó a ser profesor del lugar. Junto a sus hermanos establece a finales de los 80 la productora Ibarretxe & Co, con la que realiza varios cortometrajes y películas. Realizó cine en tiempos difíciles y creó junto a sus hermanos pocas películas por lo caro de su realización.
En 1994 dirigió la serie de televisión Las memorias de Karbo Vantas. Entre 1996 y 1997, Ibarretxe junto a tres de sus hermanos, Esteban (director), José Miguel (guionista) y Santiago (músico) realizaron su primer largometraje llamado Sólo se muere dos veces, que contó con la actuación de Álex Angulo y Santiago Segura.
En 1999, él y sus hermanos realizaron la ambiciosa película de comedia de época Sabotage!, ambientada en la batalla de Waterloo, interpretada por Stephen Fry como el duque de Wellington y David Suchet como Napoleón, sin embargo el largometraje no fue un éxito de taquilla.
Cuatro años más tarde realiza Muertos comunes, un thriller militar dirigido por Norberto Ramos. Realizó junto a Nacho Vigalondo el filme Los cronocrímenes. También produjo con Nacho Vigalondo como director, el cortometraje 7:35 de la mañana, con el que alcanzó mayor reconocimiento en 2005, al ser nominada a los Premios Oscar como Mejor Cortometraje de Ficción.
En 2011 realizó sus últimos filmes que fueron Las acacias, producido junto a su socio Eduardo Carneros y dirigido por Pablo Giorgelli, y Un mundo casi perfecto, que rodó junto a sus hermanos.
Falleció el 15 de abril de 2014 a la edad de 52 años, en el Hospital de Basurto en Bilbao, España, a causa de un cáncer de hígado.